# Trabadelo
Trabadelo – gmina w Hiszpanii, w prowincji León, w Kastylii i León, o powierzchni 69,69 km². W 2011 roku gmina liczyła 430 mieszkańców.